# Resseguro
Denomina-se resseguro a operação na qual um segurador transfere a outro, total ou parcialmente, um risco assumido através da emissão de uma apólice ou um conjunto delas. Nessa operação, o segurador objetiva diminuir suas responsabilidades na aceitação de um risco considerado excessivo ou perigoso, e cede a outro uma parte da responsabilidade e do prêmio recebido. Simplesmente o resseguro é visto como um seguro do seguro.
Tecnicamente, o resseguro é um contrato que visa a equilibrar e dar solvência aos seguradores e evitar, através da diluição dos riscos, quebradeiras generalizadas de seguradores no caso de excesso de sinistralidade, como a ocorrência de grandes tragédias, garantindo assim o pagamento das indenizações aos segurados. Em alguns casos, por força de contrato ou regulação, o resseguro passa a ser obrigatório.

## Processo de resseguro
Quando uma empresa seguradora decide, ou é obrigada, a ressegurar parcial ou totalmente dos riscos assumidos ela os cede para uma empresa de resseguro, num processo conhecido como cessão, em que transfere parte do prêmio recebido proporcionalmente ao risco repassado, e recebe um prêmio de resseguro pela cessão. A própria resseguradora também pode se segurar contra riscos que assumiu, através de uma operação de retrocessão, em que, num processo semelhante ao do resseguro, cede riscos, informações e parte do prêmio de seguro para outro ressegurador, ou ainda para uma sociedade seguradora local. O ressegurador tanto pode manter comissões à seguradora cedente ou retrocedente, acompanhando o padrão tarifário original, como utilizar tarifas próprias, geralmente inferiores àquelas, nos casos de resseguros proporcionais.
Em operações de cessão ou retrocessão não existe ligação direta entre o segurado e o ressegurador. Em caso de sinistro, a empresa seguradora deverá cumprir suas obrigações com o segurado, assim como o ressegurador para com ela.

## História
De acordo com os documentos históricos, a primeira operação de resseguro, lavrada em contrato, teria ocorrido no ano de 1370, poucos anos após a emissão da primeira apólice de seguro, ocorrida em Gênova no ano de 1347. A primeira referência legislativa estaria consignada no Guidon de la Mer de Ruão, França.
Por se tratar de operação complementar e indispensável, sua evolução foi semelhante à do seguro, sendo os primeiros resseguros feitos sobre riscos marítimos. A exemplo do seguro, o resseguro, em seus primórdios, também teve caráter meramente especulativo, comportamento este que ocasionou a sua proibição na Inglaterra, pelo Marine Insurance Act, de 1745. Esta proibição foi mantida por mais de um século. Somente em meados do século seguinte é que o resseguro tomou impulso, como consequência da difusão do seguro contra incêndio.
Grandes incêndios ocorridos na Europa, notadamente o de Hamburgo, ocorrido em maio de 1842, que durou vários dias, causando imensos prejuízos, chamaram a atenção para a necessidade da organização de empresas resseguradoras. A Alemanha, considerada o berço do resseguro moderno, teve a hegemonia destas operações até a deflagração da Primeira Guerra Mundial, em 1914. Em consequência desta guerra, perdida com o armistício de 1918, a Alemanha foi alijada de muitas posições que internacionalmente mantinha, além de ver reduzido o seu volume interno de negócios, em face do debilitamento da sua economia, ademais de assistir ao surgimento ou robustecimento de muitos concorrentes externos, principalmente suíços. A primeira entidade exclusiva de resseguros de que se tem notícia foi a Koelner Ruckversicherungsgesellschaft, fundada em 1846, e desde 1994 parte da Gen Re.

### Brasil
No Brasil, o resseguro era praticado, principalmente, por empresas estrangeiras, até o advento do Instituto de Resseguros do Brasil (IRB), criado pelo Decreto-Lei no 1.186, de abril de 1939. A partir de então, o IRB passou a deter o monopólio do resseguro, ficando o Brasil ao lado de Cuba como as poucas economias do mundo a manter um monopólio de resseguros. O IRB tem suas operações garantidas pelo Tesouro Nacional, e pode retroceder riscos a resseguradores estrangeiros ou seguradores nacionais. Além do monopólio, o IRB também passou a ter o poder de regulamentação do mercado ressegurador brasileiro.
No entanto, apenas em julho de 2007 foi publicada a resolução CNSP nº 164/07, que regulamenta a regra de transição de mercado fechado para mercado aberto, estando pendente ainda a regulamentação definitiva da abertura do mercado brasileiro de resseguro. Pela regra de transição, basicamente o IRB continua com o monopólio do mercado, mas, no caso de este recusar um risco, a seguradora pode fazer a oferta deste no exterior, diretamente ou através de brokers de resseguro, o que antes tinha que ser através do IRB.
Em 2008, diversas resseguradoras mundiais começaram a desembarcar no Brasil, dentre elas: Munich Re, Swiss Re, Lloyd's, SCOR Re, algumas como admitida. Além disso, a J. Malucelli, anunciou a criação da primeira resseguradora privada do país. Um dos principais objetivos da abertura do mercado é incrementar a capacidade das seguradoras para concessão de seguros em âmbito nacional. Além disso, a concorrência está trazendo novos produtos, maior qualificação, práticas internacionais e geração de empregos.

## Tipos de Resseguradoras[2]
No Brasil, existem três tipos de resseguradora:

### Resseguradora local
Resseguradora sediada no país.

### Resseguradora admitida
Resseguradora sediada no exterior, com escritório de representação no país.

### Resseguradora eventual
Resseguradora estrangeira sediada no exterior, sem escritório de representação no país.

## Tipos de contrato de resseguro
Os resseguros são classificados basicamente por características técnicas ou contratuais. Abaixo as classificações mais difundidas no mercado ressegurador.

### Automático
É uma forma de contrato pelo qual se estabelece, automaticamente, a responsabilidade do ressegurador, até determinado limite de cobertura, desde o momento em que o seguro foi aceito pela seguradora direta ou pelo ressegurador retrocedente. O resseguro automático pode ser complementado por outro contrato de resseguro avulso, para garantir riscos de montante muito elevado, não totalmente cobertos pelo resseguro automático.

### Facultativo
É o resseguro que não dispõe de cobertura automática, ou que ultrapassa o referido limite. Neste caso é necessário que a seguradora direta ou a retrocedente solicite cobertura de resseguro para as propostas que recebe em tais condições, caso a caso.

### Catástrofe
É um tipo de resseguro não proporcional destinado a prover cobertura para ocorrências danosas de grandes proporções, provenientes da acumulação de sinistros consequentes de um mesmo evento ou de uma série de eventos com o mesmo nexo causal. O ressegurador ajusta com a seguradora cedente um limite de perdas, denominado Limite de Catástrofe, a partir do qual são recuperados os prejuízos excedentes, geralmente resultantes de convulsões da natureza, incêndios, explosões etc. O ressegurador costuma ajustar, ainda, o seu Limite Máximo de Responsabilidade. Em face de a natureza e de os eventos sob cobertura, serem potencialmente capazes de gerar prejuízos de elevadíssimo montante, é comum que estas ocorrências sejam resguardadas mediante a constituição de pools ou consórcios, geralmente embasados em fundos formados pela contribuição periódica das seguradoras expostas a tais riscos, contribuição esta complementada por um mecanismo contratual de chamada residual, sempre que o numerário depositado nos fundos não seja suficiente para a cobertura integral dos prejuízos.

### Diferenciado
É o sistema em que as condições dos planos de resseguro são negociadas especificamente, fora dos padrões habituais, em função do perfil de cada carteira de seguros.

### Em condições originais
É o resseguro onde o ressegurador assume o risco exatamente nas mesmas bases da aceitação da seguradora cedente como se segurador também fosse, embora sem se responsabilizar diretamente com o segurado, mas tão-somente com a cedente. É um tipo de resseguro proporcional, no qual o ressegurador se obriga a constituir as mesmas provisões da cedente, nas mesmas bases, matemáticas inclusive, quando for o caso.

### Excedente de responsabilidade
É a forma mais difundida de resseguro. É um contrato de resseguro proporcional no qual a seguradora cedente ou retrocedente, se obriga a ceder ao ressegurador aceitante, parte ou totalidade do que exceder o seu limite de retenção (também chamado de pleno) em cada risco isolado.

### Excesso de danos
É um tipo de resseguro não proporcional no qual o segurador direto fixa uma importância determinada para cada sinistro, ou uma importância global para todos os sinistros que venham a ocorrer em determinado prazo. Esta importância se denomina limite de sinistro, máximo de conservação de danos ou prioridade. Quando o limite de sinistro é atingido, o segurador arca com a totalidade das indenizações e recupera do ressegurador as que excederem o referido limite.

### Excesso de sinistralidade
Um tipo de resseguro não proporcional que consiste em o segurador cedente suportar determinado coeficiente sinistro/prêmio. Acima do valor deste coeficiente cabe ao ressegurador modalidade de resseguro proporcional também conhecida por Resseguro Misto de Quotas- Parte e de Excedentes. No Brasil, além deste tipo de resseguro, costuma-se combinar modalidades de resseguro proporcional e não proporcional, tais como Excedente de Responsabilidade e Excesso de Danos. Dá-se a esta combinação a denominação de Resseguro Misto.

### Não-proporcional
É aquele no qual o ressegurador responde pela totalidade da carteira ou pela sinistralidade globalmente considerada e se responsabiliza pela parte que exceder o limite de sinistro da seguradora cedente.
No que concerne aos resseguros não proporcionais, em que se desconsidera o exposto ao risco de forma isolada, computando-se carteiras ou sinistralidade global, as bases tarifárias são ajustadas por processos diferentes dos utilizados no resseguro proporcional.

### Obrigatório
É o resseguro que deve ser efetuado por força de lei (legalmente obrigatório) ou em decorrência de um contrato (contratualmente obrigatório).

### Percentual
É uma forma de resseguro proporcional, efetuado sob a forma de excedente de responsabilidade e convertido em percentual. Não confundir com Resseguro por quota.

### Por quota
É um tipo de resseguro proporcional no qual a seguradora cedente ou retrocedente, repassa ao ressegurador uma quota fixa percentual dos seus negócios, e o ressegurador se responsabiliza pela mesma proporção em cada um dos sinistros ocorridos, como se sócio fosse da sociedade cedente ou retrocedente. Esta forma de resseguro, isoladamente, tem restrita aplicação, sendo mais comum a sua utilização em conjugação com o resseguro Excedente de Responsabilidade.

### Proporcional
É aquele no qual o ressegurador responde por parte proporcional, previamente definida, em relação ao risco integral. Os resseguros de Excedente de Responsabilidade, Quota e Misto (quota mais excedente) são exemplos de resseguro proporcional. De modo geral este tipo de resseguro é mais adequado quando se podem identificar indubitavelmente os riscos isolados e seus respectivos valores segurados.

### Stop loss
O ressegurador compromete-se a assumir parte da carga de sinistros anual que supera a prioridade, fixada, geralmente, em uma porcentagem da receita de prêmios anual, e às vezes, em uma importância previamente acordada.